# Lista de campeãs do carnaval de Nova Iguaçu
Esta é uma lista sobre as escolas de samba campeãs do Carnaval de Nova Iguaçu, dos Grupos Especial e acesso.

## Campeãs
| Ano  | Grupo                           | Escola campeã                   | Enredo                                                                                          | Ref.                                                                         |
| ---- | ------------------------------- | ------------------------------- | ----------------------------------------------------------------------------------------------- | ---------------------------------------------------------------------------- |
| 2005 | Especial                        | Bandeirante                     |                                                                                                 | [ 1 ]                                                                        |
| 2006 | Especial                        | Acadêmicos do Boi               | A Magia da Sorte. O Povo Cigano é o Guardião da Liberdade                                       | [ 1 ]                                                                        |
| 2007 | ÚNICO                           | Império de Cabuçu               |                                                                                                 | [ 1 ]                                                                        |
| 2008 | Especial                        | Império da Uva                  | No mundo terrestre, o Império é show de bola                                                    | [ 2 ]                                                                        |
| 2009 | Especial                        | Império de Cabuçu               | O samba é cultura popular, que começou e continua lá, no velho Estácio de Sá - O berço do Samba | [ 3 ]                                                                        |
| 2009 | Acesso                          | Três Corações                   |                                                                                                 | [ 3 ]                                                                        |
| 2010 | Especial                        | Império da Uva                  | África: doces e costumes que influenciam o Brasil                                               | [ 4 ]                                                                        |
| 2010 | Acesso                          | Santa Rita                      |                                                                                                 | [ 4 ]                                                                        |
| 2011 | ÚNICO                           | Três Corações                   | Parabéns Pra Você                                                                               | [ 5 ]                                                                        |
| 2012 | ÚNICO                           | Império de Cabuçu               | Nesta cidade todo mundo e de Oxum                                                               | [ 6 ] [ 7 ]                                                                  |
| 2013 | Apuração não foi realizada      | Apuração não foi realizada      | Apuração não foi realizada                                                                      | [ 8 ]                                                                        |
| 2014 | ÚNICO                           | Império de Cabuçu               | Lirian Tabosa: Luta, poesia e luz                                                               | [ 9 ] [ 10 ] [ 11 ]                                                          |
| 2015 | O Grupo Especial, foi cancelado | O Grupo Especial, foi cancelado | O Grupo Especial, foi cancelado                                                                 | O Grupo Especial, foi cancelado                                              |
| 2015 | Acesso                          | União de Miguel Couto           | Iracema, A virgem dos lábios de mel - 150 nos do clássico de José de Alencar                    | Iracema, A virgem dos lábios de mel - 150 nos do clássico de José de Alencar |
| 2018 | ÚNICO                           |                                 |                                                                                                 |                                                                              |